# Eduardo Sasha
Eduardo Colcenti Antunes, genannt Eduardo Sasha (* 24. Februar 1992 in Porto Alegre), ist ein brasilianischer Fußballspieler. Der Rechtsfuß vorwiegend links im offensiven Mittelfeld eingesetzt.

## Karriere
Eduardo Sasha startete seine Laufbahn in der Jugendmannschaft des SC Internacional. Hier schaffte er auch den Sprung in die erste Mannschaft. Am 12. September 2012 bestritt er sein erstes Spiel als Profi in der Série A. Gegen den Goiás EC wurde er in der 62. Minute eingewechselt. Nachdem Sasha die Saisons 2012 und 2013 als Leihgabe beim Goiás EC verbracht hatte, kam er bei Internacional regelmäßig zu Einsätzen. Ein besonderes Highlight seiner Laufbahn war das Erreichen des Halbfinals in der Copa  Libertadores 2015 mit Internacional, welches allerdings gegen den UANL Tigres verloren ging. Anfang 2018 wurde Eduardo Sasha an den FC Santos ausgeliehen. Nach Abschluss der Spiele um die Staatsmeisterschaft von São Paulo, wechselte der Spieler fest zu Santos. Er erhielt bei dem Klub einen Kontrakt bis Ende 2022.
Sasha verklagte am 22. Juli 2020 Santos wegen fehlender Zahlungen beim Arbeitsgericht und forderte die Auflösung seines Vertrages. Dieses wurde ihm durch eine einstweilige Verfügung gewährt. Am 1. August jedoch widerrief der Richter, der die einstweilige Verfügung erlassen hatte, seine Entscheidung. Die Rücknahme wurde mit einem Interessenkonflikt begründet. Es wurde bekannt, dass der Richter ein Fan von Atlético Mineiro und dieser an einer Verpflichtung von Sasha Interesse hat. Im August 2020 wechselte Sasha dann zum Ligakonkurrenten Atlético Mineiro. Die Ablösesumme betrug 1,5 Millionen Euro. Im Dezember 2021 konnte er mit dem Klub die brasilianische Meisterschaft gewinnen. Im selben Monat schloss sich der Erfolg im Copa do Brasil 2021 an.
Im März 2023 wechselte Sasha zu Red Bull Bragantino. Die Ablösesumme betrug rund zehn Millionen Real und der Kontrakt erhielt eine Laufzeit bis Jahresende 2024. Nach Beendigung der Série A 2024 konnte der Klub am letzten Spieltag mit einem 5:1-Sieg über den Criciúma EC den Klassenerhalt sichern. Sasha galt als wichtiger Baustein in der Schlussphase des Wettbewerbs und erhielt demzufolge eine Vertragsverlängerung bis Jahresende 2026.

## Erfolge
Internacional
- Campeonato Gaúcho: 2011, 2014, 2015
- Recopa Gaúcha: 2016

Goiás
- Série B: 2012
- Campeonato Goiano: 2013

Atlético Mineiro
- Staatsmeisterschaft von Minas Gerais: 2021, 2022
- Brasilianischer Meister: 2021
- Copa do Brasil: 2021
- Supercopa do Brasil: 2022